# Bist du okay
Bist du okay is een nummer van de Duitse zanger Mark Forster uit 2020, in samenwerking met het eveneens Duitse dj-duo Vize.
"Bist du okay" is een Duitstalig dancenummer dat gaat over een meisje dat het van binnen niet meer ziet zitten maar haar emoties probeert te verbergen. Ze is niet gelukkig met zichzelf en probeert haar verdriet te verwerken met drugs. Het nummer werd een hit in het Duitse taalgebied. Het bereikte de 11e positie in Duitsland.